# 小後鰭金眼鯛
小後鰭金眼鯛（学名：Gibberichthys pumilus）為輻鰭魚綱金眼鯛目吉伯鯛科的其中一種，分布於西大西洋區，從美國佛羅里達州至巴西北部海域，為深海魚類，棲息深度320-1100公尺，體長可達9.2公分，屬肉食性，以橈腳類等為食。
其种加词“pumilus”意为“矮小的”。